# 바이러스성 라이선스
바이러스성 라이선스(viral license)는 2차적 저작물이 원래의 라이선스와 같을 때만 인정하는 저작권 라이선스들을 조롱하는 단어다. 이와 같은 라이선스는 주로 카피레프트로 GNU 일반 공중 사용 허가서 (GPL)나 크리에이티브 커먼즈 Attribution-ShareAlike 같은 오픈 소스, 자유 콘텐츠들이다.

## 같이 보기
- 카피레프트
- 동일조건변경허락